# Naturparker i Tyskland
Naturparker i Tyskland er en liste over de 104 naturparker der er er oprettet i henhold til § 27 i Bundesnaturschutzgesetz(de) (eller BNatSchG). De omfatter omkring 25 % af Tysklands areal.
Parkerne er forbundet via Verband Deutscher Naturparks. Naturparker der ligger op til nabolande bliver tilsluttet Europarc. Den ældste tyske Naturpark er Naturpark Lüneburger Heide, der allerede i blev grundlagt i 1921 som „Naturschutzpark“, men som først i 2007 blev udvidet til det nuværende mere end fire gange så store areal. Den største Naturpark i Tyskland er med 3.750 kvadratkilometer Naturpark Schwarzwald Mitte/Nord og den mindste er Naturpark Siebengebirge med et areal på 48 kvadratkilometer.

## Naturparker
Ved hver Naturpark er angivet hvilken delstat, den ligger i, hvilket år den er grundlagt og dens areal i km², samt en kort beskrivelse af dens karakteristik. Ved naturparker der er grænseoverskridende, er det arealet i Tyskland der er angivet.
| Name                                                     | Land                                            | År   | Areal | Beskrivelse | Billede                 |
| -------------------------------------------------------- | ----------------------------------------------- | ---- | ----- | --- | ----------------------- |
| Altmühltal 48°49′04″N 11°13′37″Ø / 48.81782°N 11.22707°Ø | Bayern                                          | 1969 | 2.962 | Naturparken er præget af blidt bølgende høje plateauer, dale med stejle sider og områder med forrevne klipper i den sydlige del af Fränkische Alb. Altmühl strømmer gennem en imponerende dal fra øst til vest. |                         |
| Am Stettiner Haff                                        | Mecklenburg-Vorpommern                          | 2005 | 537   | Naturparken strækker sig fra haffkysten til Brohmer Berge mod syd, og er kendetegnet ved et bakket morænelandsskab ved haffkysten, og omfatter store lukkede skovområder af Ueckermünder Heide. |                         |
| Arnsberger Wald                                          | Nordrhein-Westfalen                             | 1961 | 482   | Naturparken omfatter Arnsberger Wald mod vest og Warsteiner Wald mod øst. det er et skovrigt Mittelgebirgeområde med flere bjergrygge. Den afgrænses af Möhne mod nord, og den dybt skårne Ruhrdal mod syd. |                         |
| Augsburg – Westliche Wälder                              | Bayern                                          | 1974 | 1.175 | Naturparken afgrænses af floderne Donau, Wertach, Schmutter og Mindel og når til udkanten af Unterallgäus. Omkring halvdelen af det blide bakkede landskab, er skovdækket. | Kloster Oberschönenfeld |
| Aukrug                                                   | Slesvig-Holsten                                 | 1970 | 384   | Naturparken omfatter et flad og mudret morænelandskab og det langt mere strukturerede, kuperere landskab Aukrug. Landskabet domineres af den fra syd løbende flod Stör, af moræner, heder, skov og et stort antal vandhuller. |                         |
| Barnim                                                   | Brandenburg · Berlin                            | 1999 | 749   | Naturparken omfatter Barnimplateauet. Er liegt zwischen den urstrømsdalene ved Eberswalde mod nord og Berlin mod syd. Området er præget af mange søer og smeltevandsdale, og omkring halvdelen af landskabet er skovdækket. |                         |
| Bayerische Rhön                                          | Bayern                                          | 1967 | 1245  | Naturparken omfatter Rhönområdet, og ligger mellem flere Mittelgebirge. Mod syd når det til zur Fränkische Saale, men også det træløse Langen Rhön har andel i hovedområdet Hohen Rhön. Den blidt bølgede overflade er delvist brudt af bjergkamme af basalt.                                                                      |                         |
| Bayerischer Spessart                                     | Bayern                                          | 1963 | 1.710 | Naturparken er dannet af et sandstensplateau, og omfatter det største sammenhængende område med blandet løvskov i Tyskland. Området er præget af dybe dale blide skråninger og bakker. |                         |
| Bayerischer Wald                                         | Bayern                                          | 1967 | 2.780 | Naturparken ligger mellem Donau og højderne i Bayerischer Wald. Omkring halvdelen af Naturparken er skovdækket, og omfatter toppene af bjergene samt de sydvestlige skråninger. Den krydses af dybe dale og er omkranset af Nationalpark Bayerischer Wald.                                                                         |                         |
| Bergisches Land                                          | Nordrhein-Westfalen                             | 1973 | 1.917 | Naturparken omfatter den nordlige del af Rheinisches Schiefergebirge og det nordlige Siegerland og er et typisk skovklædt Mittelgebirgelandskab. Det stiger gradvist fra vest mod øst, men har også tætbefolkede dale. |                         |
| Bergstraße-Odenwald                                      | Hessen · Bayern · Baden-Württemberg             | 1960 | 3.500 | Naturparken omfatter det skovrige Mittelgebirgelandskab Odenwald og når mod øst til Maindalen. Den afgrænses af floderne Rhinen, Main og Neckar. Regionen har stenstrømme af granitblokke og bizarre klippeformationer. |                         |
| Dahme-Heideseen                                          | Brandenburg                                     | 1998 | 594   | Naturparken er præget af sølandskabet omkring floden Dahme, og af talrige vandløb. Region krydses af dale med sandsletter, moser, moræner og mange steder har vinden dannet klitter. |                         |
| Diemelsee                                                | Hessen · Nordrhein-Westfalen                    | 1965 | 334   | Naturparken er en del af Rothaargebirge og er præget af store skovområder. Mod sydøst og øst grænser den til Waldecksletten, mod nord og nordvest til Paderbornplateauet og Arnsberger Wald. |                         |
| Drömling                                                 | Sachsen-Anhalt                                  | 1990 | 278   | Naturparken er en lavning der tidliger hovedsageligt var et sumpområde. Det nutidige landskab er præget af afvandings- og opdyrkningsforanstaltninger fra det 18. århundrede, og omfatter udstrakte græsarealer og skovdrift, samt et tæt system med afvandingsgrøfter.                                                            |                         |
| Dübener Heide                                            | Sachsen · Sachsen-Anhalt                        | 1992 | 788   | Naturparken omfatter store dele af Dübener Heide og er skovklædt på 2/3 af området. Landsskabet er præget af et afvekslende bakket hedelandskab dannet af Saale-istiden. Det ligger mellem Elben og Muldes flodsletter. |                         |
| Dümmer                                                   | Niedersachsen · Nordrhein-Westfalen             | 1972 | 472   | Naturparken omfatter Dammer Berge, Dümmer, Stemweder Berg og talrige moseområder. Højdedragene i området krydses af flade sænkninger der er dannet af gletschere under Saale-istiden, og deres efterladte moræner. |                         |
| Ebbegebirge                                              | Nordrhein-Westfalen                             | 1964 | 777   | Naturparken ligger i Ebbegebirge og er skovklædt på 2/3 af området. Der er flere opstemmede søer bl.a. Biggertalsperre og krydses af flere floddale f.eks. Lenne. |                         |
| Eichsfeld-Hainich-Werratal                               | Thüringen                                       | 2012 | 870   | Naturparken er karakteriseret af rækkerne af bakker i Hainich og plateauerne i Eichsfeld. Werra skærer mod sydvest ind i landskabet. |                         |
| Elbhöhen-Wendland                                        | Niedersachsen                                   | 1968 | 1.160 | Naturparken bestod oprindeligt af to forskellige landskaber, de skovklædte højdedrag i Drawehn og Elbdalslavningen, (som senere er skåret fra). Parken er præget af et varieret relief med skråningerne og dalene på Drawehn og den brede glaciale Elbdal.                                                                         |                         |
| Elm-Lappwald                                             | Niedersachsen                                   | 1976 | 470   | Naturparken omfatter de nord for Harzen liggende skovklædte højdedrag i Lappwald, Dorm og Elm, samt lavningen Helmstedter Mulde mod øst. Området er kendetegnet ved bølgende bakkeland, med fossilrige muslingkalklag i bjergryggen.                                                                                               |                         |
| Erzgebirge/Vogtland                                      | Sachsen                                         | 1990 | 1495  | Naturparken omfatter med Erzgebirge og Vogtland et afvekslende Mittelgebirgelandsskab. Den træbevoksede region med et kuperet terræn i Vogtland der stiger blidt fra syd. Erzgebirge gennemskæres af dybe dale. |                         |
| Feldberger Seenlandschaft                                | Mecklenburg-Vorpommern                          | 1997 | 345   | Naturparken har en skovdækning på 38 %, og er præget af bakker og dale med sandbund. Den vestlige del, der er dannet i istiden med moræner, sandur og urstrømsdal, hører til Nationalpark Müritz. |                         |
| Fichtelgebirge                                           | Bayern                                          | 1971 | 1.028 | Naturparken omfatter de skovklædte højder i Fichtelgebirge og de tilgrænsende plateau med landbrugsland. Den grænser til Thüringer Wald, Frankenwald, Oberpfälzer Wald og Erzgebirge. Landskabet er præget af klippeformationer som f.eks Luisenburg klippelabyrint (de).                                                          |                         |
| Fläming                                                  | Sachsen-Anhalt                                  | 2005 | 824   | Naturparken omfatter landskabet mellem Elbauen og den mod nord liggende Naturpark Hoher Fläming. De blide bakker i det sydlige Fläming sænker sig gradvist mod Lutherstadt Wittenberg. |                         |
| Flusslandschaft Peenetal                                 | Mecklenburg-Vorpommern                          | 2011 | 334   | Naturparken omfatter det oprindelige flodlandskab i Peenetal mellem Kummerower See og Peenestrom. Landskabet er præget af det største lavmoseområde i midteuropa . |                         |
| Frankenhöhe                                              | Bayern                                          | 1974 | 1.105 | Naturparken er en del af det sydvesttyske Cuestalandskab (en) og sænker sig stejlt både mod vest og øst mod Hohenloher Ebene og Tauberland. Mod sydøst, mod det Mittelfränkischen Becken er overgangen mindre stejl. |                         |
| Frankenwald                                              | Bayern                                          | 1971 | 1022  | Naturparken grænser direkte til Naturparkerne Thüringer Wald og Thüringer Schiefergebirge-Obere Saale. Den består af et kuperet plateau, der er domineret af enkelte bjergkamme, og mere end halvdelen af arealet er skovklædt. |                         |
| Fränkische Schweiz- Veldensteiner Forst                  | Bayern                                          | 1968 | 2.346 | Naturparken omfatter afvekslende dale og plateauer i Fränkische Alb, delvist med bizarre klippepartier, hvor udvaskning har dannet mange huler. I det centrale område ligger Fränkische Schweiz. |                         |
| Habichtswald                                             | Hessen                                          | 1962 | 474   | Naturparken omfatter den egentlige Habichtswald, et skovrigt Mittelgebirgeområde, som er den nordlige del af Westhessisches Bergland. Bjerglandskabet falder mod syd og sydvest mod Ederdalen. |                         |
| Harz (Niedersachsen)                                     | Niedersachsen                                   | 1960 | 790   | Naturparken omfatter den Niedersachsiske dele af Mittelgebirgene Harzen derligger ud over Nationalpark Harz, der hører til Hochharz og Oberharz. Landskabet består af skovrige bjerge med korte stejle dale varieret med bjergrygge og enkeltliggende bjerge.                                                                      |                         |
| Harz/Sachsen-Anhalt                                      | Sachsen-Anhalt                                  | 2003 | 1.660 | Naturpark omfatter de Sachsen-Anhaltiske dele af Harzen, inklusive de dele af Hochharz, der hører til Nationalpark Harz. Landskabet består af skovrige bjerge med korte stejle dale varieret med bjergrygge og enkeltliggende bjerge.                                                                                              |                         |
| Harz/Sachsen-Anhalt (Mansfelder Land)                    | Sachsen-Anhalt                                  | 2012 | 256   | Den fjerde Naturpark i Mittelgebirge Harzen omfatter landskabet fra Molmerswende til Hettstedt og fra Welbsleben til Gorenzen. Det hører til Geopark "Harz - Braunschweiger Land - Ostfalen". Regionen Mansfelder Land er præget af århundreders bjergværksdrift.                                                                  |                         |
| Haßberge                                                 | Bayern                                          | 1974 | 804   | Naturpark er præget af det bakkede landskab i Haßberge. Den langstrakte højderyg, der falder stejlt mod vest, og mod øst mere gradvist. Mod syd grænser naturparken til Maindalen. |                         |
| Hessische Rhön                                           | Hessen                                          | 1963 | 700   | Naturparken omfatter det nordvestlige Rhön, og del af forlandet. Over de langstrakte plateauer går grænsen til Naturpark Bayerische Rhön. Mittelgebirgelandskabet er præget af skovklædte bakker og skovfrie plateauer. |                         |
| Hessischer Spessart                                      | Hessen                                          | 1962 | 729   | Naturparker er præget af bøge- og egeskove , dybe dale og de dybe dale og blide skråninger og bakker i Spessart. Mod syd støder den til den bayerske del af Spessart; Mod nord grænser Naturparken til floden Kinzig. |                         |
| Hirschwald                                               | Bayern                                          | 2006 | 278   | Naturparken var tidligere et kurfyrsteligt jagtområde. Den er den ældste og det største skovområde i hele regionen. Landskabet er karakteriseret af flodsletter og stejle skråninger mod for Vils og Lauterach Vils og Lauterach.                                                                                                  |                         |
| Taunus (kaldtes indtil 2012 Naturpark Hochtaunus)        | Hessen                                          | 1962 | 1.348 | Naturparken omfatter den forrevne, skovklædte hovedkamm i Taunus, området mod Lahn mod nord, og det arealmæssigt større, mod øst liggende Hintertaunus. Hochtaunus er domineret af nåleskov, mens Hintertaunus overvejende er løvskov.                                                                                             |                         |
| Hohe Mark-Westmünsterland                                | Nordrhein-Westfalen                             | 1964 | 1.040 | Naturparken omfatter de skovdækkede højdedrag i Halterner Berge - Hohe Mark (sammen med de nordvestlige udløbere af Rekener Berge og Die Berge), Haard og Borkenberge der ligger i den sydlige del af Münsterland. |                         |
| Hoher Fläming                                            | Brandenburg                                     | 1997 | 827   | Naturparken omfatter to forskellige områder, mod nord det flade lavland Belziger Landschaftswiesen og mod syd det bakkede skovrige landskab Hohen Fläming. Området er præget af store sammenhængende skovområder og et net af bække og kilder.                                                                                     |                         |
| Hoher Vogelsberg                                         | Hessen                                          | 1958 | 384   | Naturparken omfatter den centrale del af Vogelsberg med det største basaltmassiv i Europa. Den er præget af blandet skov, omkring 34 % er skovdækket, samt af marker og fugtige områder. |                         |
| Hohes Venn-Eifel                                         | Rheinland-Pfalz · Nordrhein-Westfalen · Belgien | 1960 | 1.751 | Naturparken omfatter Eifel med Hocheifel og Hohe Venn. Det mod syd liggende Hocheifel er præget af skovklædte bjergrygge , der bliver gennemskåret af floderne Prüm og Kyll. |                         |
| Holsteinische Schweiz                                    | Slesvig-Holsten                                 | 1986 | 753   | Naturparken omfatter en firkant med et stort antal søer, som Großen Plöner See, der omgivet af Schleswig-Holsteinisches Hügelland. Landskabet gennemløbes af floderne Schwentine og Kossau. |                         |
| Homert                                                   | Nordrhein-Westfalen                             | 1965 | 550   | Naturparken ligger mellem Ruhrdalsområdet mod nordøst og Lennedalen mod sydvest. Det afvekslende skovrige område er præget af bakker, bjergrygge, floddale, bizarre klipper og kippeformationer. |                         |
| Hytten Bjerge                                            | Slesvig-Holsten                                 | 1970 | 219   | Naturparken omfatter med Hytten Bjerge det nordligste bakkeområde i Tyskland og er en del af landskabet Slesvigsk Gest. Landskabet er dannet af gletcheraflejringer i den sidste istid. |                         |
| Insel Usedom                                             | Mecklenburg-Vorpommern                          | 1999 | 632   | Naturparken omfatter øen Usedom samt vandet ind til fastlandet, samt en smal stribe på fastlandet . Omkring 30 % af området er skovdækket, og rummer på et lille areal et stort antal landskabsformer. |                         |
| Internationaler Naturpark Bourtanger Moor-Bargerveen     | Niedersachsen · Holland                         | 2006 | 140   | Naturparken omfatter Bourtanger Moor der er det største højmoseområde i Europa. Det byder på et varieret landskab med Hedeområder, landbrugsområder, vådområder og tørvegrave. |                         |
| Kellerwald-Edersee                                       | Hessen                                          | 2001 | 406   | Naturparken er et Mittelgebirgelandskab præget af blide bakker og dale. Den omfatter en del af Kellerwald, og gennemløbes af floden Eder og når til Edersee. Naturparken beskytter en af de største bøgeskove i Europa. |                         |
| Kyffhäuser                                               | Thüringen                                       | 2008 | 305   | Naturpark er præget af de geologisk forskellige områder Kyffhäuserbjergene, Windleite og Hainleite. Mod nord har den del af Goldenen Aue (et fuglebeskyttelsesområde af international betydning). Halvdelen af naturparken er skovklædt og har magre områder med Orkideer og steppeplanter.                                        |                         |
| Lahn-Dill-Bergland                                       | Hessen                                          | 2007 | 874   | Naturparken omfatter store dele af Gladenbacher Bergland. mod nordvest grænser naturparken til Rothaargebirge, mod sydvest til Westerwald og mod syd til Taunus. Mere end halvdelen af naturparken er skovbevokset afvekslende med klippelandskaber. Mod nordvest støder den til Naturpark Rothaargebirge.                         |                         |
| Lauenburgische Seen                                      | Slesvig-Holsten                                 | 1960 | 474   | Naturparken omfatter de Lauenburgske søer, som Ratzeburger See og Schaalsee og er præget af udstrakte skovområder, der dækker en fjerdedel af naturparken. Mod syd ligger randmorænebakker med bølgende sandflader. |                         |
| Lüneburger Heide                                         | Niedersachsen                                   | 1921 | 1.130 | Naturparken omfatter dele af Lüneburger Heide, med vidtstrakte typiske hedelandskaber, der gennemstrømmes af Wümme, der har sit udspring der. Det bakkede landskab er formet af istidens gletschere. store områder i regionen er bevokset med fyrreskov .                                                                          |                         |
| Maas-Schwalm-Nette                                       | Nordrhein-Westfalen · Holland                   | 1965 | 435   | Naturparken ligger på begge sider af grænsen til Holland og er præget af udstrakte skove. Det er et afvekslende område der krydses af floderne, der har givet navn til parken, Schwalm og Nette og omfatter området Süchtelner Höhen og Hardter Wald.                                                                              |                         |
| Märkische Schweiz                                        | Brandenburg                                     | 1990 | 205   | Naturparken omfatter et bølgende bakkeland, Buckower Wald og talrige søer, af sidste istids gletschere. Området krydses af dale og på tværs af naturparken Buckower Rinne. |                         |
| Mecklenburgische Schweiz og Kummerower See               | Mecklenburg-Vorpommern                          | 1997 | 673   | Naturparken har kun lidt skov, og omfatter Malchiner See, Kummerower See og Teterower See. Den gennemløbes af floden Peene. |                         |
| Mecklenburgisches Elbetal                                | Mecklenburg-Vorpommern                          | 1998 | 426   | Naturparken omfatter det oprindelige flodlandskab med Elben og dens bifloder. Landskabet er præget af indlandsklitter sandskråninger og stejle flodskrænter. Området krydses af skove og heder. |                         |
| Meißner-Kaufunger Wald                                   | Hessen                                          | 1962 | 421   | Naturparken omfatter dele af Kaufunger Wald, Söhre og Hoher Meißner. Det er et afvekslende mittelgebirgelandskab, der mod nordvest støder til Naturpark Münden, og ligger mellem floderne Werra og Fulda. |                         |
| Münden                                                   | Niedersachsen                                   | 1959 | 374   | Naturpark omfatter den nordlige del af s Kaufunger Wald, Bramwald og Dransfelder Stadtwald. Mod syd støder den til Naturpark Meißner-Kaufunger Wald. Det er et mittelgebirgelandskab med høje plateauer og store skovområder. |                         |
| Nagelfluhkette                                           | Bayern · Østrig                                 | 2008 | 247   | Naturparken er den største grænseoverskridende naturpark mellem Tyskland og Østrig. Den strækker sig over sydvestranden af Allgäu og store dele af området op til Bregenzerwald. Den har navn efter konglomeratstenene fra Nagelfluhs bjergkam i nordranden af Allgäuer Alperne.                                                   |                         |
| Nassau                                                   | Rheinland-Pfalz                                 | 1963 | 590   | Naturparken ligger i Rheinischen Schiefergebirge og krydses af de dybe indsnit af floden Lahn der løber fra øst mod vest. Flere sidedale fører stejlt op mod Westerwald Taunus. |                         |
| Neckartal-Odenwald                                       | Baden-Württemberg                               | 1980 | 1.292 | Naturparken omfatter det skovrige mittelgebirgelandskab i Odenwald me dybe indskærende dale. Tilgrænsende landskaber er Bauland mod øst , Bergstraße mod vest, og den dybt skærende Neckardal mod syd. |                         |
| Niederlausitzer Heidelandschaft                          | Brandenburg                                     | 1996 | 484   | Naturparken er præget af moræner og randmoræne, men også urstrømsdale og sandflader, der stammer fra Saale-istiden. Mod nord strækker der sig, på et sandplateau, store sammenhængende skovområder. |                         |
| Niederlausitzer Landrücken                               | Brandenburg                                     | 1997 | 586   | Naturparken omfatter Niederlausitzer Landrücken, der er et typisk endemorænelandskab fra istiden. Mod nordvest falder naturpark en stejlt ned til Baruther Urstromtal. |                         |
| Nördlicher Oberpfälzer Wald                              | Bayern                                          | 1975 | 1380  | Naturparken omfatter mittelgebirgelandskabet Oberpfälzer Wald. Mod vest veksler den mellem skove, klipper, enge og vidder. Mod øst rejser de større højder i Bayerischen Wald sig. |                         |
| Nossentiner/Schwinzer Heide                              | Mecklenburg-Vorpommern                          | 1994 | 365   | Naturparken består af 60 % skov og næsten 60 delvist mudrede søer i et fladt landskab, der kun brydes af enkelte bakker. Området er præget af store sandflader, der enkelte steder danner klitter. |                         |
| Nuthe-Nieplitz                                           | Brandenburg                                     | 1999 | 623   | Naturparken er præget af vådområderne omkring floderne Nuthe og Nieplitz og nærliggende naturlige bøgeskove. Det centrale område i naturparken er dannet i Weichsel-istiden urstrømsdale mellem de tøende gletschere. |                         |
| Obere Donau                                              | Baden-Württemberg                               | 1980 | 857   | Naturparken omfatter de højeste områder i Schwäbischen Alb mellem Bodensee og Schwarzwald. Juraplateauet har udstrakte skovområder og sænker sig jævnt mod syd. Områdets kalkstenslag gennemskæres dybt af Donaudalen. |                         |
| Oberer Bayerischer Wald                                  | Bayern                                          | 1965 | 1.738 | Naturparken omfatter den nordvestlige del af Bayerischen Waldes og strækker sig fra kamlinjen til Falkensteiner Vorwald. Landskabet er præget af vidtsvungne bjergrygge og de mellemliggende dale og landsbyer. |                         |
| Oberpfälzer Wald                                         | Bayern                                          | 1971 | 724   | Naturparken er skovdækket på halvdelen af området, med et bakket landskab med mange små vandløb. |                         |
| Pfälzerwald                                              | Rheinland-Pfalz                                 | 1958 | 1.798 | Naturparken omfatter med en skovandel på 76 % det største sammenhængende skovområde i Tyskland. Det er præget af et udtryksfuldt buntsandstenslandskab, som ikke findes lignende andre steder i Tyskland. |                         |
| Rhein-Taunus                                             | Hessen                                          | 1968 | 808   | Naturparken omfatter den vestlige del af Taunus og rækker over Idsteiner Becken til Rhinen. Det er et mittelgebirgelandskab der er 60 % skovdækket, der falder stejlt til Mittelrheins gennembrudsdal. |                         |
| Rhein-Westerwald                                         | Rheinland-Pfalz                                 | 1962 | 446   | Naturparken hører til Niederwesterwald, en del af Rheinischen Schiefergebirges. Naturparken gennemløbes i en bred dal og dels en smal slugtlignende af floden Wied. Omkring 45 % af området er skovdækket. |                         |
| Rheinland                                                | Nordrhein-Westfalen                             | 1978 | 1.052 | Naturparken er en naturskøn mangfoldighed og ligger mellem Rhinens lavland i nærheden af Kölner Bucht og Erft. Tværs gennem naturparken strækker det langstrakte højdedrag Ville sig parallelt med Rhinen. |                         |
| Rothaargebirge                                           | Nordrhein-Westfalen                             | 1963 | 1.355 | Naturparken omfatter Rothaargebirge og er 65 % skovklædt med gran- og bøgeskov. Det er et alsidigt Mittelgebirgelandskab mellem den øvre del af floden Ruhr og Lahn. Mod vest og nordvest støder den til Naturpark Ebbegebirge og Naturpark Homert, mod nord ligger Naturpark Diemelsee og mod syøst Naturpark Lahn-Dill-Bergland. |                         |
| Saale-Unstrut-Triasland                                  | Sachsen-Anhalt                                  | 1991 | 710   | Naturparken omfatter dete af de centrale Saaledale og den nedre Unstrutdal med de nærliggende højdedrag. Området er præget af bølgende bakker og et hovedsageligt åbent landskab. Der er vinavl og græsgange med frugttræer. |                         |
| Saar-Hunsrück                                            | Rheinland-Pfalz · Saarland                      | 1980 | 1.938 | Naturparken omfatter Hunsrück med Schwarzwälder Hochwald og Osburger Hochwald. Området er et mittelgebirgelandskab med dybe indskærende dale, skovklædte bjergrygge, enge og klipper. |                         |
| Schlaubetal                                              | Brandenburg                                     | 1995 | 228   | Naturparken omfatter mod nord hedelandskabet Reicherskreuzer Heide og er præget af moræner og sandflader og indlandsklitter. I området ligger de i Weichsel-istiden dannede smeltevandssystemer, nu floder, Schlaube, Dorche, Oelse og Demnitz.                                                                                    |                         |
| Slien                                                    | Slesvig-Holsten                                 | 2008 | 498   | Sliens kyster, fjorde, brakvandssøer, og et afvekslende bakkeland |                         |
| Schönbuch                                                | Baden-Württemberg                               | 1972 | 156   | Naturparken omfatter Schönbuch og er det største sammenhængende skovområde i Region Stuttgart. Mod syd afgrænses det af Ammer- og Neckardalene. Den østlige grænse er Filderplateauet og mod vestGäu. |                         |
| Schwäbisch-Fränkischer Wald                              | Baden-Württemberg                               | 1979 | 904   | Naturparken er inddelt i fem mindre områder, Welzheimer, Murrhardter og Mainhardter Wald samt Waldenburger og Löwensteiner Berge. Området er præget af bizarren klippepartier og stejle keuperskråninger. |                         |
| Schwarzwald Mitte/Nord                                   | Baden-Württemberg                               | 2000 | 3.750 | Naturparken er et varieret landskab i Schwarzwald med dybt indskårne dale, klipper, bække og store sammenhængende skovområder. De højeste områder er skovfri. Mod syd støder den op til Naturpark Südschwarzwald. |                         |
| Siebengebirge                                            | Nordrhein-Westfalen                             | 1959 | 48    | Naturparken omfatter Siebengebirge og er i hele sin udstrækning udpeget til Naturschutzgebiet, som den eneste i Tyskland. Området er præget af et egenartet klippelandskab af vulkansk oprindelse. |                         |
| Solling-Vogler                                           | Niedersachsen                                   | 1966 | 527   | Naturparken omfatter Mittelgebirgeområderne Solling og Vogler og det mellemliggende højdedrag Höhenzug Burgberg. Mod vest grænser den til Weserdalen. Bjergene er ikke markante og flader ud mod kanten. Blandet løv og nåleskov og små bække tegner et malerisk landskabsbillede.                                                 |                         |
| Soonwald-Nahe                                            | Rheinland-Pfalz                                 | 2005 | 736   | Naturparken har på et begrænset areal et meget varieret landskab der omfatter plateauet Hunsrück, kvartsitkamme i Soonwald med dybe indskærende bække og dalen til floden Nahe. Området er præget af udstrakte løvskove. |                         |
| Stechlin-Ruppiner Land                                   | Brandenburg                                     | 2001 | 683   | Naturparken har en skovdækning på 62 % og grænser ril Naturpark Uckermärkische Seen. Området er præget af en lang kæde af søer, heriblandt flere sjældent klarvandede søer. Økologisk værdifulde er de store bøgeskove. |                         |
| Steigerwald                                              | Bayern                                          | 1971 | 1.280 | Naturparken er et blidt mittelgebirgelandskab med bøge og egeskove. Mod nord er Steigerwald afgrænset af store sving på floden Main, og mod syd løber Aisch. begrenzt. |                         |
| Steinhuder Meer                                          | Niedersachsen                                   | 1974 | 310   | Naturparken omfatter den største sø i Nordvesttyskland, Steinhuder Meer, og er ret skovfattig. Området er præget af moser, der dækker en fjerdedel af arealet. Området er dannet som en urstrømsdal Saale-istiden. |                         |
| Steinwald                                                | Bayern                                          | 1970 | 246   | Steinwald er den mindste naturpark i Bayern, og ligger mellem Fichtelgebirge og Oberpfälzer Wald og har et meget varieret landskab. Mod vest ligger et Basaltklippelandskab præget af bizarre stenblokke og klippeformationer. |                         |
| Sternberger Seenland                                     | Mecklenburg-Vorpommern                          | 2005 | 540   | Naturparken omfatter den midterste Warnowdal og søområdet Sternberger Seenlandschaft. Regionen er præget af skovklædte sandflader, floddalene Warnow Mildenitz samt smeltevandssøer og randmoræner |                         |
| Stromberg-Heuchelberg                                    | Baden-Württemberg                               | 1980 | 328   | Naturparken omfatter landskabet Stromberg og højdedraget Heuchelberg og er et skovklædt bakkelandskab. Geologisk hører det til Keuperbergland. Nordskråningerne er skovklædtemens sydskråningerne er vinmarker. |                         |
| Südeifel                                                 | Rheinland-Pfalz · Luxembourg                    | 1958 | 432   | Naturparken omfatter den vestlige del af Südeifel. Det er et bakket landskab med store plateauer , dybe dale og robuste klippepartier. Naturparken er en del af den grænseoverskridende Tysk-Luxemburgske Naturpark. |                         |
| Südharz                                                  | Thüringen                                       | 2010 | 270   | Naturparken strækker sig fra Ellrich over Nordhausentil Alten Stollen ved Urbach. Malerisk glider det stejle skovklædte Harzen over i det tilstødende, bakkede gipskarstlandskab. Naturpark Südharz er den femte udpegede naturpark i Thüringen og med 26.700 hektar også den mindste i delstaten.                                 |                         |
| Südheide                                                 | Niedersachsen                                   | 1963 | 500   | Naturparken ligger i den sydlige del af Lüneburger Heide og er kendetegnet af store skov- og hedearealer. Landskabet er dannet i istiden og er præget af blidt bølgended bakker og store sammenhængende skovarealer. |                         |
| Südschwarzwald                                           | Baden-Württemberg                               | 1999 | 3.330 | Totredjedele af naturparkens areal er dækket af skov og præget af de dybe dale i Schwarzwald. Mod vest og syd når den til Rhinen, mod øst til Alb-Wutach-området og mod nord til Mittleren Schwarzwald. |                         |
| TERRA.vita                                               | Nordrhein-Westfalen · Niedersachsen             | 1962 | 1.140 | Naturparken omfatter områder i Teutoburger Wald, Wiehengebirge og Wesergebirge. Naturparken er præget af et varieret og mangfoldigt Mittelgebirgslandskab, som krydses af mange dale. |                         |
| Teutoburger Wald/Eggegebirge                             | Nordrhein-Westfalen                             | 1965 | 2.711 | Naturparken omfatter bjergstrøgene i de sydlige dele af Teutoburger Wald og Eggegebirge. Landskabet er et varieret og mangfoldigt Mittelgebirgslandskab præget af tætte skove. |                         |
| Thüringer Schiefergebirge/ Obere Saale                   | Thüringen                                       | 1990 | 873   | Naturparken er præget af dybe dale, hvor især Saaledalen talrige sving bugter sig mellem bjergryggene. De bølgede plateauer er delvist dækket med fyrreskov. |                         |
| Thüringer Wald                                           | Thüringen                                       | 1990 | 2.082 | Naturparken strækker sig sig over næsten hele Thüringer Wald og Thüringer Schiefergebirge. Området er hovedsageligt skovklædt og præget af dybe dale. Over bjegkammen går vandreruten Rennsteig. |                         |
| Uckermärkische Seen                                      | Brandenburg                                     | 1997 | 897   | Naturparken er et landskab præget af istiden, og omkring halvdelen er skovklædt. Den veksler mellem randmoræner og søer. Isen efterlod mod syd nednfor Geröll udstrakte sandflader hvori der er kanaler, småsøer og moser. |                         |
| Unteres Saaletal                                         | Sachsen-Anhalt                                  | 2005 | 408   | Naturparken omfatter den nedre Saaledal og er præget af et istidsaflejringer og et porphyrbakkelandskab. Området brydes af bjergrykke med stejle udragende klipper og skråninger. |                         |
| Vulkaneifel                                              | Rheinland-Pfalz                                 | 2010 | 980   | Naturparken strækker sig over flere landkreise, ud over den største del af landkreis Vulkaneifel også dele af Kreise Bernkastel-Wittlich og Cochem-Zell. Hovedområdet er Salmwald samt Lieser- und Uessbachdalene. |                         |
| Weserbergland                                            | Niedersachsen                                   | 1975 | 1.116 | Naturparken ligger i overgangsområdet mellem Mittelgebirge og den Nordtyske Slette og deles af floden Weser. Jævne skråninger, dækket med store sammenhængende skovarealer veksler med snævre dale. |                         |
| Westensee                                                | Slesvig-Holsten                                 | 1969 | 260   | Naturparken omfatter Westensee, der blev dannet i afslutningen af Weichsel-istiden bliver gennemløbet af Ejderen. Landskabet er præget af kupperede højdedrag, blide bakker, skove, søer og moser. |                         |
| Westhavelland                                            | Brandenburg                                     | 1998 | 1.315 | Naturparken omfatter det største sammenhængende vådområde i det europæiske indland og har international betydning. Store områder er dækket af sandflader og indlandsklitter. Området gennemløbes af floden Havel og dens bifloder.                                                                                                 |                         |
| Wildeshauser Geest                                       | Niedersachsen                                   | 1984 | 1.554 | Naturparken omfatter lavlandet på begge sider af floden Hunte. Den skovfattige region er præget af den nordvesttyske gestryg med stille flodlavninger og hedeflader. |                         |
| Zittauer Gebirge                                         | Sachsen                                         | 2007 | 133   | Naturparken omfatter Zittauer Gebirge samt deres forland og ligger ved trelandsgrænsen til Polen og Tjekkiet. Den er præget af de mindste Mittelgebirge med mangeartede sandstensbjerge, klipper, vulkanske bakker og indskærende dale.                                                                                            |                         |